# ونتسیسلاو دیمیتروف
ونتسیسلاو دیمیتروف (بلغاری: Венцислав Димитров؛ زادهٔ ۲۷ مارس ۱۹۸۸) بازیکن فوتبال اهل بلغارستان است.